# Qoros
 (septembre 2023).
Si vous disposez d'ouvrages ou d'articles de référence ou si vous connaissez des sites web de qualité traitant du thème abordé ici, merci de compléter l'article en donnant les références utiles à sa vérifiabilité et en les liant à la section « Notes et références ».
Qoros Auto Co., Ltd. (en chinois 观致汽车) est un constructeur automobile, basé à Shanghaï, en Chine, filiale des groupes chinois Chery et Israélien Kenon Holdings. 
La société a été fondée en décembre 2007 sous le nom de Chery Quantum Automobile Corporation (CQAC). Le nom a été changé pour Qoros Auto Co. en novembre 2011.

## Histoire
CQAC a été enregistrée comme entreprise dans la ville chinoise de Wuhu en décembre 2007. CQAC a ouvert un bureau à Shanghai en septembre 2008.
En juin 2009, la proportion de l'actionnariat entre Chery Automobile et Israel Corporation a été changée de 55/45 à 50/50, faisant perdre à Chery le contrôle de la majorité.
En juin 2010, CQAC déménage son usine de production dans la zone de développement économique et technologique de Changshu, située à environ 80 kilomètres au nord de Shanghai. La société espère que sa production maximale annuelle y atteindra les 300 000 unités.
En octobre 2011, le prototype du premier véhicule Qoros a été achevé. 
Le 28 novembre 2011, CQAC a été rebaptisé Qoros Auto Co., LTD.
En décembre 2011, la société a dévoilé une image de son premier prototype et a fait la première apparition publique au Salon de Genève en 
mars 2013 avec la Qoros 3, un modèle de berline.
En septembre 2013, le Qoros 3 est devenue la première voiture chinoise à décrocher cinq étoiles aux crash-tests Euro NCAP.
Il commence en 2014 à s'installer en Europe. Le premier pays dans lequel se lance le constructeur est la Slovaquie avant de s'implanter dans d'autres pays d'ici à 2015.
Kenon annonce en 2018 qu’un investisseur chinois lié au groupe Baoneng avait acheté une participation de 51 % dans sa filiale déficitaire. Ce qui fait bondir Kenon de près de 30 % à la bourse de Tel Aviv. 

### Nom
Qoros est un mot inventé. Le « Q » est choisi pour quality, et le nom dans son ensemble fait écho au mot grec Χορος (khoros) - le chœur musical (composé de nombreuses voix) - qui réflète l'aspect multinational de la société.

## Implantation
Le centre des opérations de Qoros Automotive est situé à Shanghai, , où le personnel est responsable du marketing, des ventes, des affaires juridiques, de l'ingénierie et de travaux d'approvisionnement. La conception et l'ingénierie R&D est réalisée à Munich en Allemagne, à Graz en Autriche et à Shanghai. Les designers et les équipes d'ingénieurs viennent, elles, du monde entier.

## Modèles

### Qoros 2 PHEV
Le Qoros 2 PHEV sera un SUV à technologie hybride rechargeable, issu du concept présenté au Salon automobile de Shanghai 2015 et qui sera lancé en Chine. Il aura un format urbain de gabarit comparable à celui du Renault Captur. Dévoilé sous forme de concept, ce modèle de série se positionnera sur le segment des Renault Captur et Nissan Juke. Ce créneau est capital en Chine où les constructeurs tricolores sont tous présents : Renault Captur, Peugeot 2008 et Citroën C3-XR.
Autre élément incontournable dans l'empire du milieu, la technologie hybride rechargeable qui favorise l'usage en mode électrique, cette énergie est favorisée par les pouvoirs publics. Le Qoros 2 PHEV Concept dispose d'une transmission 4x4 hybride plug-in et d'un système de recharge mains libres.

## Galerie

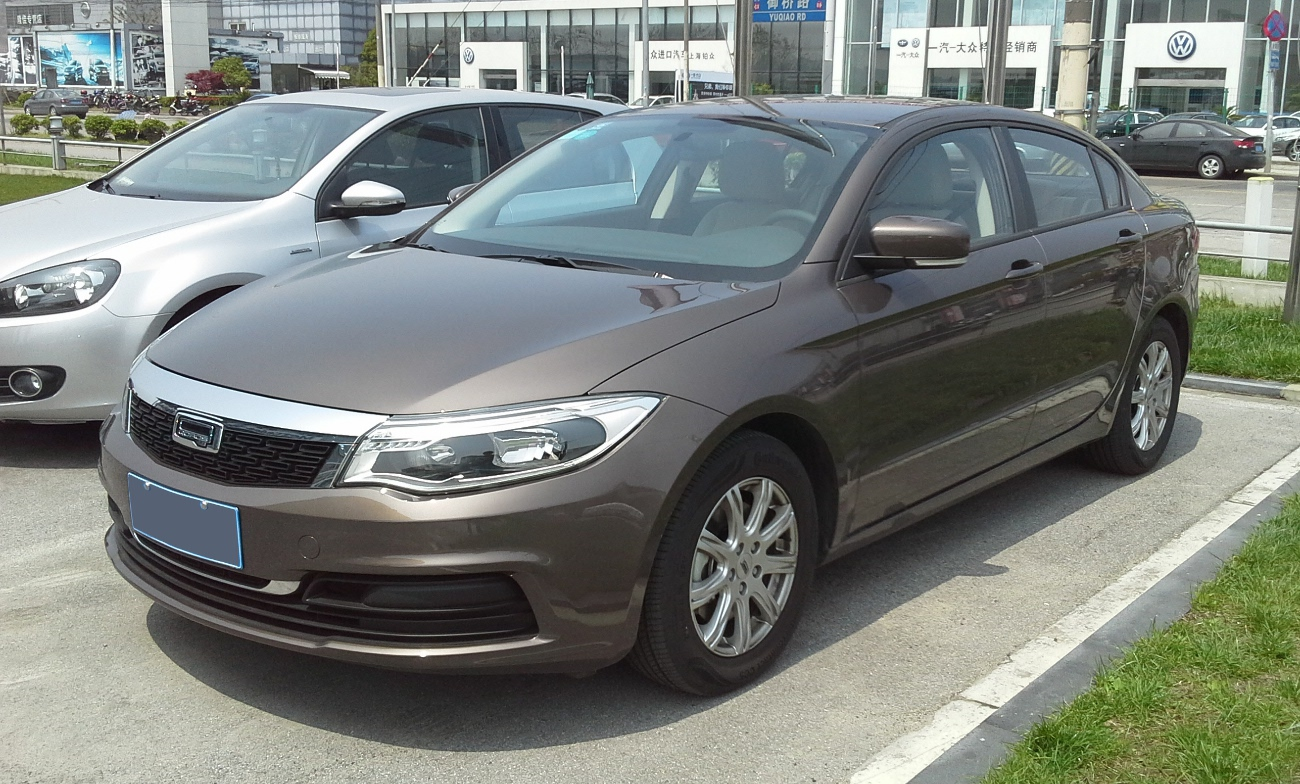
La Qoros 3 à Shanghai.
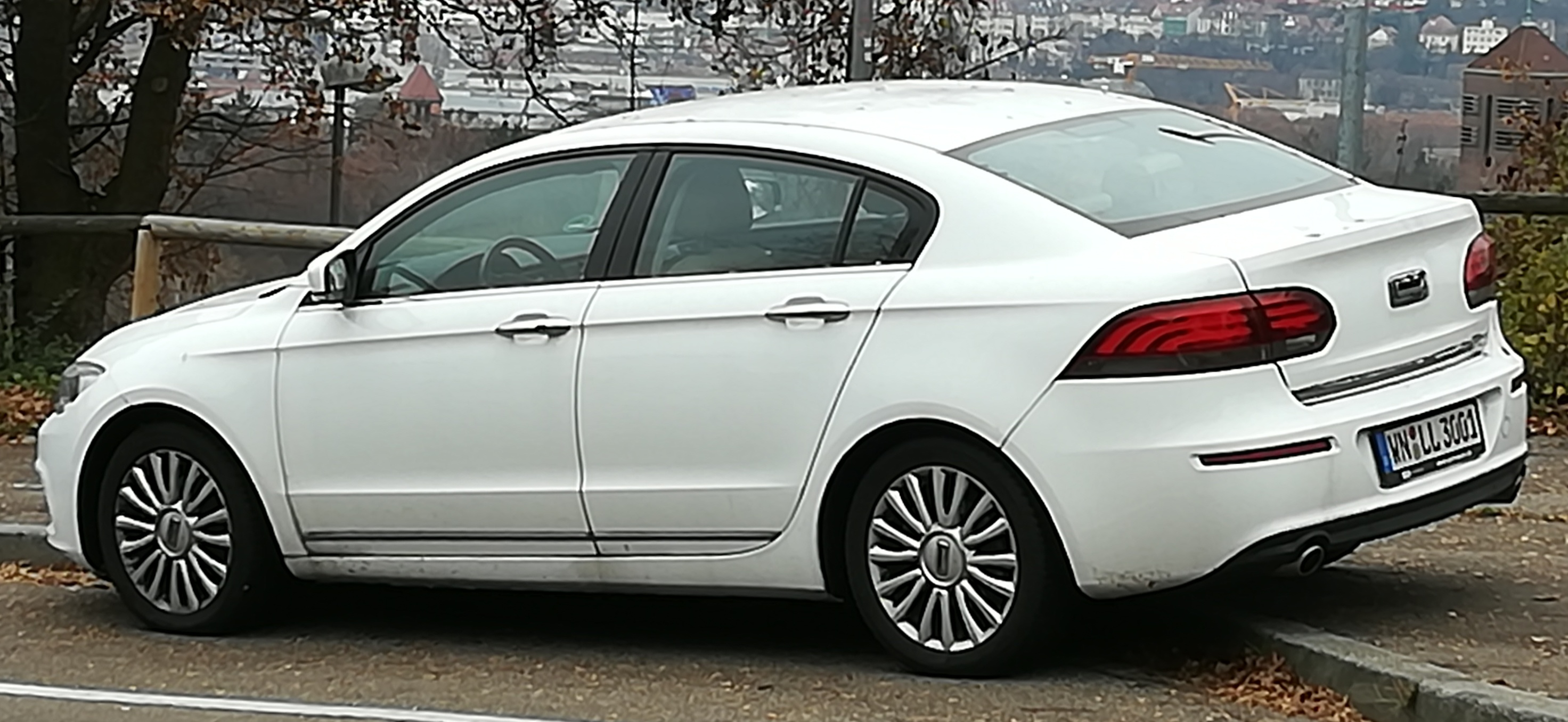
La Qoros 3 Sedan à Stuttgart.